# Pseudolabrus
Pseudolabrus là một chi cá biển thuộc họ Cá bàng chài. Hầu hết các loài trong chi này có phạm vi phân bố tập trung ở Tây–Nam Thái Bình Dương, chỉ có P. biserialis là được phát hiện ở Đông Nam Ấn Độ Dương.

## Phân loại
Pieter Bleeker đã mô tả chi Pseudolabrus dựa trên loài điển hình là Labrus rubiginosus Temminck & Schlegel vì có sự khác biệt về cấu tạo răng hầu họng, răng hàm, và sự phân bố vảy trên đầu và các vây cũng như cấu tạo của môi. Nhưng Albert Günther và các tác giả sau đó lại không công nhận chi này và đã chuyển sang chi Labrichthys. Theodore Gill sau đã sửa lại và công nhận tính hợp lệ của Pseudolabrus.

## Từ nguyên
Tiền tố pseudo trong từ tiếng Latinh có nghĩa là "sai, khác", còn labrus là tên gọi của chi điển hình của họ Cá bàng chài, nên từ định danh của chi Pseudolabrus có thể được tạm dịch là "khác với chi Labrus". Loài điển hình của chi, P. rubiginosus (danh pháp đồng nghĩa của P. eoethinus) trước đây được xếp vào chi Labrus.

## Các loài
Chi Pseudolabrus được chia thành hai phân chi, là Pseudolabrus và Lunolabrus. Lunolabrus có các tia vây phát triển ở hai thùy của vây đuôi (đặc biệt là ở thùy trên), còn Pseudolabrus lại không có các tia vây như vậy, hoặc chỉ phát triển không đáng kể ở thùy trên.
Có 11 loài được công nhận là hợp lệ trong chi này, bao gồm:
- Phân chi Pseudolabrus:
  - Pseudolabrus biserialis (Klunzinger, 1880)
  - Pseudolabrus eoethinus (Richardson, 1846)
  - Pseudolabrus gayi (Valenciennes, 1839)
  - Pseudolabrus guentheri Bleeker, 1862
  - Pseudolabrus luculentus (Richardson, 1848)
  - Pseudolabrus semifasciatus (Rendahl, 1921)
  - Pseudolabrus sieboldi Mabuchi & Nakabo, 1997
  - Pseudolabrus torotai Russell & Randall, 1981
- Phân chi Lunolabrus:
  - Pseudolabrus fuentesi (Regan, 1913)
  - Pseudolabrus miles (Schneider & Forster, 1801)
  - Pseudolabrus rubicundus (Macleay, 1881)

Danh pháp Pseudolabrus japonicus được xem là một nomen dubium, và đã tách thành hai loài là P. sieboldi và P. eoethinus.

## Hành vi và tập tính
Thức ăn của Pseudolabrus là các loài thủy sinh không xương sống, chủ yếu bao gồm động vật giáp xác và động vật thân mềm; một số loài còn ăn cả cá nhỏ. Cá con của P. luculentus và P. miles được quan sát là có hành vi làm vệ sinh cho những loài cá khác.

### Trích dẫn
- B. C. Russell (1988). "Revision of the labrid fish genus Pseudolabrus and allied genera" (PDF). Records of the Australian Museum. Quyển 9. tr. 1–72.